# Anzano del Parco
Anzano del Parco (lombardul: Anzan) település Olaszországban, Lombardia régióban, Como megyében. Lakosainak száma 1733 fő (2023. január 1.). Anzano del Parco Alserio, Alzate Brianza, Lurago d’Erba, Monguzzo és Orsenigo községekkel határos.

## Népesség
A település népességének változása:
| Lakosok száma | 1794 | 1805 | 1733 |
|               | 2017 | 2018 | 2023 |